# Großsteingräber bei Nadelitz

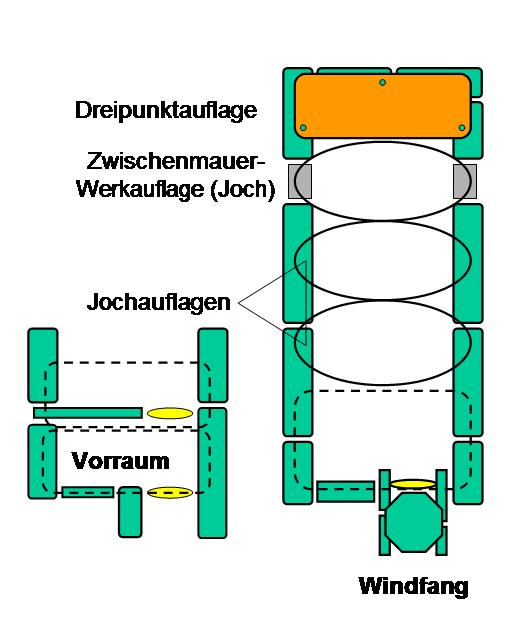
Großdolmentypen

Die Großsteingräber bei Nadelitz waren 16 Grabanlagen der jungsteinzeitlichen Trichterbecherkultur in der Umgebung von Nadelitz, einem Ortsteil der Gemeinde Putbus im Landkreis Vorpommern-Rügen (Mecklenburg-Vorpommern), von denen heute nur noch acht existieren. Bei mindestens 13 Gräbern handelt bzw. handelte es sich um Großdolmen, bei drei Anlagen ist der Typ nicht bestimmbar. Fünf Gräber tragen die Sprockhoff-Nummern 495–499. 1970 wurden zwei Gräber unter Leitung von Ewald Schuldt ausgegraben.

## Lage
Die Gräber 1 und 2 befinden sich direkt am südlichen Ortsrand von Nadelitz und liegen 110 m voneinander entfernt. In der Nähe liegt Grab 7 auf dem Gelände eines ehemaligen Kindergartens. Die Gräber 3–5 liegen etwa 1 km östlich von Nadelitz auf einem Feld. Grab 4 ist das Mittlere. Grab 5 liegt 85 m östlich hiervon, Grab 3 80 m westlich. Grab 6 liegt 500 m nordwestlich der Gräber 3–5 nördlich der L 29 und Grab 8 200 m südlich von ihnen. Südlich und westlich der Großsteingräber von Nadelitz liegen mehrere Grabhügel. In der näheren Umgebung gibt es mehrere weitere Großsteingräber. So liegen 1 km nördlich von Grab 6 die Großsteingräber bei Seelvitz und das Großsteingrab Posewald, 2,5 km östlich der Gräber 3–5 das Großsteingrab Dummertevitz und 2,5 km westlich der Gräber 1 und 2 die Großsteingräber bei Lonvitz.

## Forschungsgeschichte
Auf den detaillierten Matrikelkarten der Gegend um Lancken-Granitz, die zwischen 1692 und 1709 im Zuge der schwedischen Landesaufnahme von Vorpommern angefertigt wurden, sind die Anlagen noch nicht verzeichnet. Eine erste Beschreibung der Gräber erfolgte 1829 durch Friedrich von Hagenow, der in Lancken-Granitz noch 16 Anlagen feststellen konnte. Seine Forschungen wurden 1904 von Rudolf Baier veröffentlicht. Eine erste ausführliche Dokumentation führte Ernst Sprockhoff durch, der 1931 fünf noch erhaltenen Gräber vermaß und in seinem Atlas der Megalithgräber Deutschlands veröffentlichte. Ewald Schuldt stellte 1970 noch acht erhaltene Gräber fest. Zwei dieser Anlagen wurden zwischen Juni und September 1970 unter seiner Leitung ausgegraben.
Die Gräber wurden von verschiedenen Autoren unterschiedlich benannt und nummeriert. Im Folgenden wird das System von Schuldt übernommen.
| Sprockhoff       | Schuldt     | Beier       |
| ---------------- | ----------- | ----------- |
| Nadelitz 1 (499) | Nadelitz 5  | Nadelitz 5  |
| Nadelitz 2 (498) | Nadelitz 4  | Nadelitz 4  |
| Nadelitz 3 (497) | Nadelitz 3  | Nadelitz 3  |
| Nadelitz 4 (496) | Nadelitz 2  | Nadelitz 2  |
| Nadelitz 5 (495) | Nadelitz 1  | Nadelitz 1  |
| –                | Nadelitz 6  | Nadelitz 6  |
| –                | Nadelitz 7  | Nadelitz 7  |
| –                | Nadelitz 8  | Nadelitz 8  |
| –                | Nadelitz 9  | Nadelitz 9  |
| –                | Nadelitz 10 | Nadelitz 10 |
| –                | Nadelitz 11 | Nadelitz 11 |
| –                | Nadelitz 12 | Nadelitz 12 |
| –                | Nadelitz 13 | Nadelitz 13 |
| –                | Nadelitz 14 | Nadelitz 14 |
| –                | Nadelitz 15 | Nadelitz 15 |
| –                | Nadelitz 16 | Nadelitz 16 |

## Beschreibung

### Erhaltene Gräber

#### Grab 1
Grab 1 besitzt ein ost-westlich orientiertes trapezförmiges Hünenbett mit einer ursprünglichen Länge von 24 m und einer Breite von 8,50 m im Osten bzw. 6 m im Westen. Die steinerne Umfassung ist nur an der südlichen Lang- und der östlichen Schmalseite erhalten. Die westliche und nördliche Seite sind durch den Bau einer Straße zerstört worden. Die Hügelschüttung erreicht noch eine Höhe von 2 m. Die Grabkammer steht am östlichen Ende des Hünenbetts und ist nord-südlich orientiert. Sie wurde von Sprockhoff als erweiterter Dolmen angesprochen, von Schuldt hingegen als Großdolmen. Sprockhoff schätzte ihre Länge auf 2,50 m und ihre Breite auf 2 m. Er stellte fest, dass auf der westlichen Langseite zwei Wandsteine in situ vorhanden waren und auf der östlichen Langseite einer. Der nördliche Abschlussstein war nach außen umgekippt, der südliche fehlte. Zwei Decksteine sind vorhanden, aber ins Innere der Kammer gerutscht.

#### Grab 2
Das Hünenbett von Grab 2 ist nordost-südwestlich orientiert. Seine Länge beträgt 17 m und die Breite 9 m. Eine steinerne Umfassung ist nicht vorhanden. Am nordöstlichen Ende befindet sich die Grabkammer, von der lediglich ein 2,50 m langer und 1,80 breiter Stein als Deckstein zu identifizieren ist. Bei drei weiteren Steinen könnte es sich um Wandsteine handeln. Sprockhoff wies dieses Grab aufgrund des schlechten Zustands keinem Typ zu, Schuldt ordnete es hingegen als Großdolmen ein.

#### Grab 3
Bei Grab 3 handelt es sich um einen flachen Hügel mit einem Durchmesser von 12 m. Er ist mit zahlreichen Steinen bedeckt, bei denen es sich aber hauptsächlich um Lesesteine handeln dürfte. Über die Grabkammer kann keine Aussage getroffen werden.

#### Grab 4
Die Anlage besitzt eine flache runde Hügelschüttung mit einem Durchmesser von 7 m und einer Höhe von 1 m. Die tief im Hügel steckende Grabkammer wurde von Sprockhoff ursprünglich als erweiterter Dolmen angesprochen, von Schuldt nach einer eingehenden Untersuchung allerdings als Großdolmen. Die Kammer ist nord-südlich orientiert; ihre Länge beträgt 3,5 m, ihre Breite 2,0 m und ihre Höhe 1,5 m. Sie besitzt an der östlichen Langseite drei und an der westlichen zwei Wandsteine. An der nördlichen Langseite steht ein einzelner Abschlussstein. Alle Wandsteine stehen noch in situ. An der Südseite steht im Westen eine schmale Abschlussplatte aus Rotsandstein und im Osten ein 0,5 m langer Schwellenstein, der den Übergang zwischen Gang und Kammer markierte. Der Gang ist nicht erhalten, es wurden aber einige kleine Rotsandsteinplatten gefunden, die wohl vom Mauerwerk des Windfangs stammen. Von den ursprünglich drei Decksteinen ist nur der südliche erhalten; seine westliche Hälfte ist jedoch ins Innere der Kammer gesunken. Die Kammer wurde von Schuldt ausgeräumt vorgefunden. Lediglich einige Keramikscherben und eine querschneidige Pfeilspitze konnten geborgen werden.

#### Grab 5

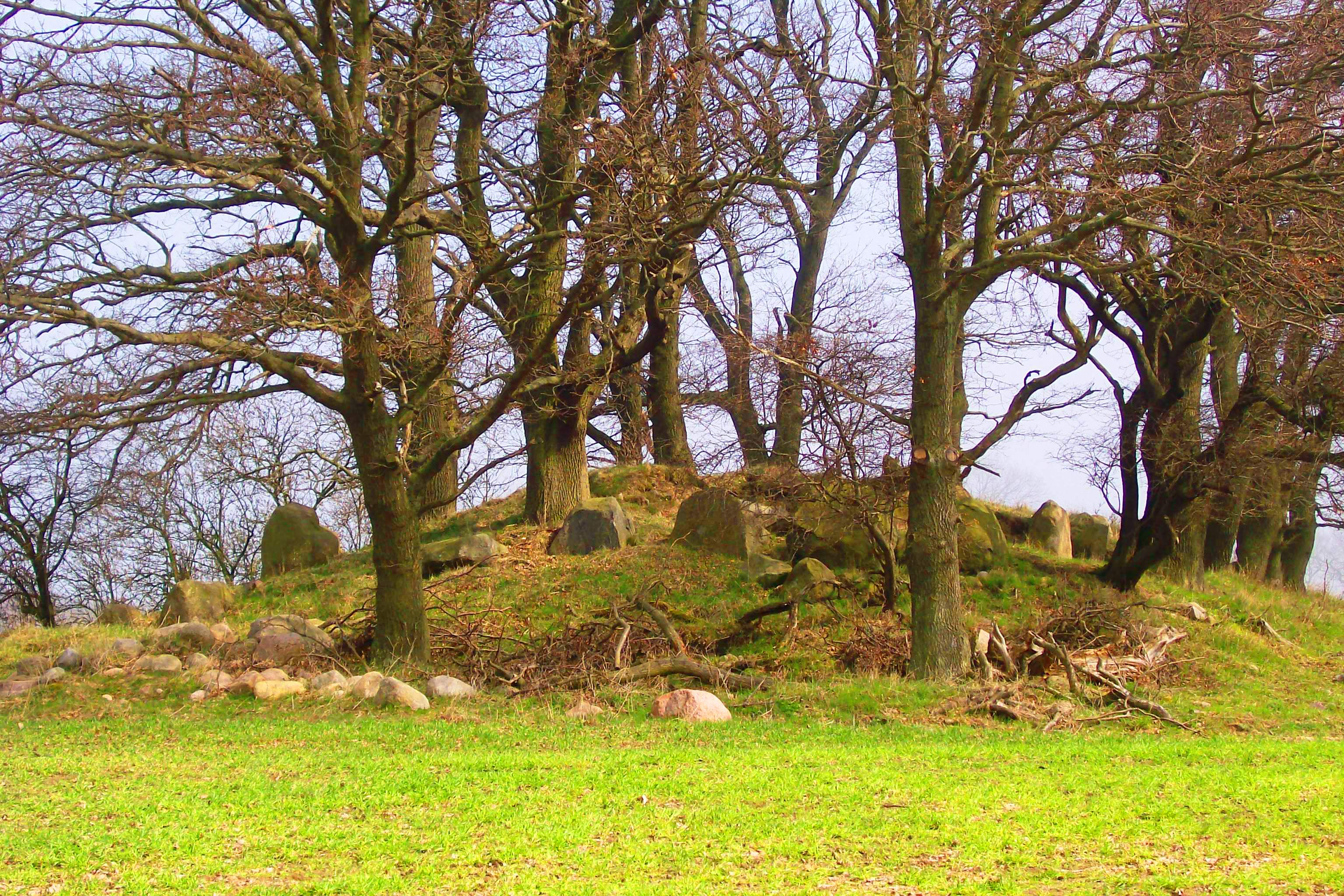
Grab 5

Grab 5 besitzt ein ost-westlich orientiertes, trapezförmiges Hünenbett. Es hat eine Länge von 35 m und eine Breite von 11 m im Westen bzw. 7,5 m im Osten. Die maximale Höhe beträgt 3,5 m. Die steinerne Einfassung ist noch weitgehend vollständig 34 Steine erhalten (14 Fehlen), einige Steine sind nach außen umgekippt und der südwestliche der einst vier Wächtersteine gesprengt. Die Hügelschüttung besteht aus sandigem, mit zahlreichen Rollsteinen durchsetztem Boden.
Die Grabkammer liegt nahe dem Westende des Hünenbetts. Bei der Ausgrabung durch Schuldt wurde ein Lehmmantel festgestellt, der die Kammer bis hoch zu den Decksteinen umschloss. Die Kammer ist nord-südlich orientiert. Sie hat eine Länge von etwa 4,0 m, eine Breite von 2,0 m und eine Höhe von 1,4 m. Im Süden befindet sich der Zugang in Form eines koaxialen Windfangs. Er hat eine Länge von 1,1 m, eine Breite von 0,8 m und eine Höhe von 1,0 m. Der Gang besteht aus zwei Wandsteinpaaren und wird innen und außen von Schwellensteinen begrenzt. Außen war der Gang durch mehrere, schräg übereinander gestellte Rotsandsteinplatten verschlossen.
Die Kammer besitzt drei Wandsteinpaare an den Langseiten, einen Abschlussstein an der nördlichen Schmalseite und einen kleineren Halbstein an der Westhälfte der Südseite zwischen Gang und westlicher Langseite. Die Zwischenräume zwischen den Wandsteinen sowie zwischen den Gangsteinen und den Wandsteinen der Kammer sind mit in Lehm gesetzten Rotsandsteinplatten ausgefüllt. Alle drei Decksteine sind vorhanden und wurden von Schuldt noch in situ angetroffen.
Schuldt fand die Kammer bis zur Decke verfüllt vor. Zuoberst kam eine Schicht aus sandigem Boden, der eine mehrschichtige Rollsteinpackung enthielt. Wenn auch hier bereits einzelne Funde auftraten, folgte der Großteil der Funde erst in der nächsten Schicht aus dunklem Sand, die vereinzelt mit Rotsandsteinplatten und Rollsteinen durchsetzt war. Darunter folgte das Kammerpflaster. Dieses bestand aus Lehmestrich, der durch Ausfeuerung an mehreren Stellen eine rote Farbe angenommen hatte.
Die Art der Beigaben deutet auf eine mehrphasige Nutzung der Anlage. Zum ursprünglichen trichterbecherzeitlichen Grabinventar gehörten zahlreiche verzierte und unverzierte Keramik-Gefäße (Schalen, Näpfe, Amphoren, doppelkonische Gefäße, Trichterrandgefäße), Feuersteingeräte (Schaber, Klingen, querschneidige Pfeilspitzen, Beile) und Bernsteinperlen (meist doppelaxtförmig). Andere Beigaben deuten auf eine Nachnutzung im Endneolithikum hin. Hierzu gehören blattförmige Dolche und flächig retuschierte Pfeilspitzen mit stark eingezogener Basis.

#### Grab 6
Diese Anlage ist bisher nicht näher untersucht worden. An der Nordseite sind drei Steine zu erkennen, die vielleicht zu einem Hünenbett gehören könnten.

#### Grab 7
Von diesem möglichen Großsteingrab ist lediglich noch eine flache Platte mit einer Länge von 1,90 m und einer Breite von 0,90 m erhalten.

#### Grab 8
Auch Grab 8 ist bislang nicht untersucht worden. Aussagen zum Aussehen der Anlage sind bislang nicht möglich, da oberirdisch keine Steine sichtbar sind.

### Zerstörte Gräber

#### Grab 9
Grab 9 besaß eine Grabkammer vom Typ Großdolmen, die in einem trapezförmigen Hünenbett lag.

#### Grab 10
Grab 10 besaß eine Grabkammer vom Typ Großdolmen, die in einem trapezförmigen Hünenbett lag.

#### Grab 11
Grab 11 besaß eine Grabkammer vom Typ Großdolmen, die in einem trapezförmigen Hünenbett lag.

#### Grab 12
Grab 12 besaß eine Grabkammer vom Typ Großdolmen, die in einem trapezförmigen Hünenbett lag.

#### Grab 13
Grab 13 besaß eine Grabkammer vom Typ Großdolmen, die in einem trapezförmigen Hünenbett lag.

#### Grab 14
Grab 14 besaß eine Grabkammer vom Typ Großdolmen, die in einem trapezförmigen Hünenbett lag.

#### Grab 15
Grab 3 besaß eine Grabkammer vom Typ Großdolmen, die von einer runden Hügelschüttung mit kreisförmiger steinerner Umfassung umschlossen war.

#### Grab 16
Grab 3 besaß eine Grabkammer vom Typ Großdolmen, die von einer runden Hügelschüttung mit kreisförmiger steinerner Umfassung umschlossen war.

## Die Gräber bei Nadelitz in regionalen Sagen
Gemäß einer Sage soll König Karl XII. von Schweden einst auf dem Stein von Grab 7 gefrühstückt haben.